# داركو هورفات
داركو هورفات (19 مايو 1973 بكرابينا في كرواتيا - ) هو لاعب كرة قدم كرواتي في مركز حراسة المرمى. لعب مع دينامو دريسدن ونادي رييكا وNK Istra ‏ ونادي سولين ‏ ونادي هالشر ونادي أنتر زابرشيتش.

## روابط خارجية
- داركو هورفات على موقع قاعدة بيانات كرة القدم.إي يو (الإنجليزية)
- داركو هورفات على موقع بيانات كرة القدم. دي إي (الألمانية)
- داركو هورفات على موقع عالم كرة القدم.نت (الإنجليزية)